# Vrelo Bunice
Vrelo Bunice är en källa i Bosnien och Hercegovina.   Den ligger i entiteten Federationen Bosnien och Hercegovina, i den södra delen av landet, 80 km sydväst om huvudstaden Sarajevo. Vrelo Bunice ligger 56 meter över havet.
Terrängen runt Vrelo Bunice är varierad. Vrelo Bunice ligger nere i en dal. Runt Vrelo Bunice är det ganska tätbefolkat, med 80 invånare per kvadratkilometer.. Närmaste större samhälle är Mostar, 15,1 km norr om Vrelo Bunice. 
Omgivningarna runt Vrelo Bunice är en mosaik av jordbruksmark och naturlig växtlighet.